# 1341 w polityce

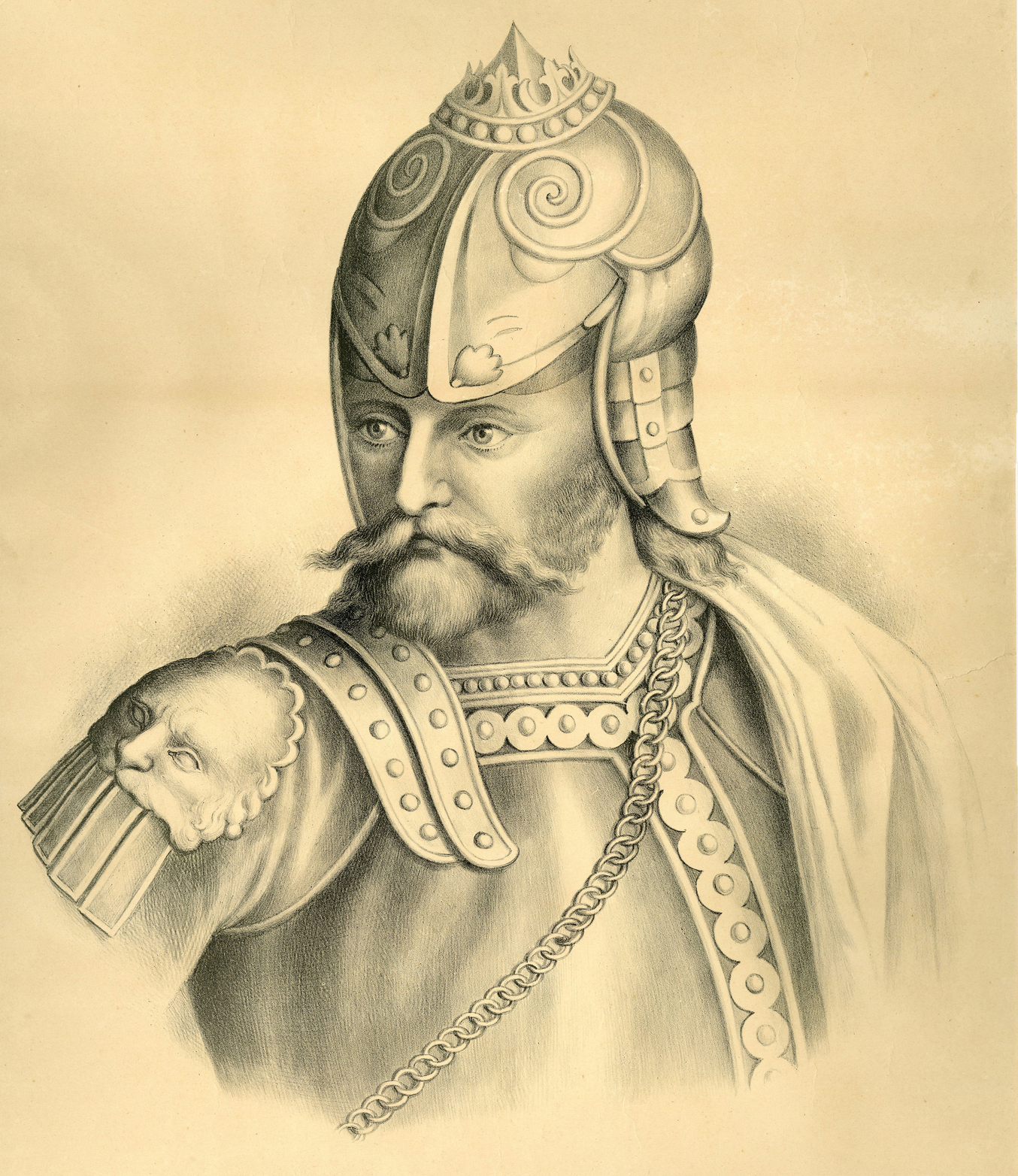
Giedymin

Wydarzenia polityczne w 1341 roku.

## Wydarzenia
- 13 lipca sojusz Kazimierza Wielkiego z Luksemburgami[1].
- 29 września ślub Kazimierza Wielkiego z Adelajdą[1].

## Zmarli
- 15 czerwca Andronik III Paleolog, cesarz bizantyjski[2].
- Giedymin, wielki książę litewski[3].